# Argumentum ad ignorantiam
Argumentum ad ignorantiam vrste je logičke pogreške. Budući da je namjerne vrste, pripada sofizmima. 
Tim se sofizmom želi izvesti prividan dokaz računajući s ljudskim neznanjem.
Odnosno, taj se sofizam pojavljuje kad iznositelj tvrdi da je njegova tvrdnja istinita zato što nije dokazano suprotno. Dopustiv je u medicini kada ništa ne ukazuje na to da pacijent boluje od određene bolesti ili u pravnom sustavu gdje je optuženik nedužan sve dok se ne dokaže njegova krivica.